# Sweeney Todd: Demoniczny golibroda z Fleet Street (film 2007)
Sweeney Todd: Demoniczny Golibroda z Fleet Street (ang. Sweeney Todd: The Demon Barber of Fleet Street) – film kinowy z Johnnym Deppem i Heleną Bonham Carter w rolach głównych, oparty na hitowym brodwayowskim musicalu. Film miał swoją światową premierę 21 grudnia 2007 roku, natomiast w Polsce można było go oglądać od 22 lutego 2008 r.

## Fabuła
Benjamin Barker, po latach wygnania, wraca do Londynu. Pragnie zemścić się na okrutnym sędzi Turpinie, który skazał go, by posiąść jego żonę. Spotyka dawną sąsiadkę, Nellie Lovett.
Opowiada ona Barkerowi o tym, że kiedy on był na wygnaniu, Turpin wziął sobie cały jego dobytek i córkę jak swoją własność.
Barker w zemście zmienia nazwisko na Sweeney Todd (żeby uniknąć kolejnego procesu sądowego) i w swoim dawnym mieszkaniu nad jej zakładem otwiera nowy zakład fryzjerski, w którym podcina gardła niewinnym klientom, dokonując swej zemsty i przy okazji zaopatrując panią Lovett w nadzienie do pasztecików (bo dawno nie miała klientów). Tymczasem Anthony Hope, marynarz, który pomógł golibrodzie dostać się do Londynu, zakochuje się w Johannie. Jest to córka Benjamina, którą sędzia Turpin „przygarnął”. Obiecuje jej, że ją wykradnie. Raz Turpin przyszedł do Todda, żeby on go ogolił. Kiedy jednak zemsta się dopełnia, do pokoju wchodzi Anthony i wszystko idzie na marne. Drugi raz sędzia przychodzi nocą do Todda zwabiony listem z informacją o porwaniu Johanny przez Anthony'ego. Todd proponuje zabieg, a niczego niepodejrzewający sędzia z ochotą się zgadza. 

## Obsada i twórcy

### Obsada
- Johnny Depp jako Sweeney Todd/Benjamin Barker
- Helena Bonham Carter jako Nellie Lovett
- Alan Rickman jako sędzia Turpin
- Sacha Baron Cohen jako Adolfo Pirelli
- Jayne Wisener jako Johanna, Córka Todda
- Jamie Campbell Bower jako Anthony Hope
- Ed Sanders jako Toby
- Timothy Spall jako Beadle Bamford
- Laura Michelle Kelly jako Lucy
- Michael N. Harbour jako Jonas Fogg

### Twórcy
- Tim Burton – reżyseria
- John Logan – scenariusz
- Stephen Sondheim – na podstawie liryk
- Hugh Wheeler – na podstawie książki
- Christopher Bond – na podstawie sztuki
- Dariusz Wolski – zdjęcia
- Stephen Sondheim – muzyka
- Francesca LoSchiavo i Dante Ferretti – scenografia
- Colleen Atwood – kostiumy

### Muzyka
Autorem libretta i muzyki jest Stephen Sondheim.
1. „Opening Title” – 3:30
2. „No Place Like London” – Jamie Campbell Bower and Johnny Depp – 5:31
3. „The Worst Pies in London” – Helena Bonham Carter – 2:23
4. „Poor Thing” – Helena Bonham Carter – 3:09
5. „My Friends” – Johnny Depp and Helena Bonham Carter – 3:48
6. „Green Finch and Linnett Bird” – Jayne Wisener – 2:16
7. „Alms! Alms!” – Laura Michelle Kelly – 1:16 *
8. „Johanna” – Jamie Campbell Bower – 1:57
9. „Pirelli's Miracle Elixir” – Edward Sanders, Johnny Depp, and Helena Bonham Carter – 2:00
10. „The Contest” – Sacha Baron Cohen – 3:39
11. „Wait” – Helena Bonham Carter – 2:38
12. „Ladies in Their Sensitivities” – Timothy Spall – 1:23
13. „Pretty Women” – Alan Rickman and Johnny Depp – 4:27
14. „Epiphany” – Johnny Depp – 3:16
15. „A Little Priest” – Helena Bonham Carter and Johnny Depp – 5:15
16. „Johanna” (Reprise) – Jamie Campbell Bower, Johnny Depp, and Laura Michelle Kelly – 5:42
17. „God, That's Good!” – Edward Sanders and Helena Bonham Carter – 2:46 *
18. „By the Sea” – Helena Bonham Carter and Johnny Depp – 2:19
19. „Not While I'm Around” – Edward Sanders and Helena Bonham Carter – 4:11
20. „Final Scene” – Helena Bonham Carter, Johnny Depp, Laura Michelle Kelly, and Alan Rickman – 10:21 *

* Została specjalnie napisana lub zmieniona na potrzeby filmu.

## Nagrody i nominacje
- Oscar 2008 – Najlepsza scenografia (wygrana)
- Oscar 2008 – Najlepszy aktor pierwszoplanowy – Johnny Depp (nominacja)
- Oscar 2008 – Najlepsze kostiumy (nominacja)
- Złote Globy 2008 – Najlepszy aktor – komedia lub musical – Johnny Depp (wygrana)
- Złote Globy 2008 – Najlepsza komedia lub musical (wygrana)
- Złote Globy 2008 – Najlepsza aktorka – komedia lub musical – Helena Bonham Carter (nominacja)
- Złote Globy 2008 – Najlepszy reżyser – Tim Burton (nominacja)
- BAFTA 2008 – Najlepsze kostiumy (nominacja)
- BAFTA 2008 – Najlepsza charakteryzacja (nominacja)
- CDG 2008 – Najlepsze kostiumy w filmie kostiumowym (nominacja)
- Eddie 2008 – Najlepszy montaż komedii lub musicalu (nominacja)